# Probopyrus
Probopyrus är ett släkte av kräftdjur. Probopyrus ingår i familjen Bopyridae.

## Dottertaxa tillProbopyrus, i alfabetisk ordning[1]
- Probopyrus aberrans
- Probopyrus abhoyai
- Probopyrus alcocki
- Probopyrus annandalei
- Probopyrus ascendens
- Probopyrus bengalensis
- Probopyrus bithynis
- Probopyrus borrei
- Probopyrus brachysoma
- Probopyrus brevipes
- Probopyrus buitendijki
- Probopyrus demani
- Probopyrus floridensis
- Probopyrus fluviatilis
- Probopyrus gangeticus
- Probopyrus giardi
- Probopyrus godaveriensis
- Probopyrus incertus
- Probopyrus insularis
- Probopyrus marinus
- Probopyrus markhami
- Probopyrus novempalensis
- Probopyrus oviformis
- Probopyrus pacificensis
- Probopyrus palaemoni
- Probopyrus panamensis
- Probopyrus pandalicola
- Probopyrus pica
- Probopyrus plesionikae
- Probopyrus prashadi
- Probopyrus ringuelti
- Probopyrus semperi
- Probopyrus weberi